# 職業教育

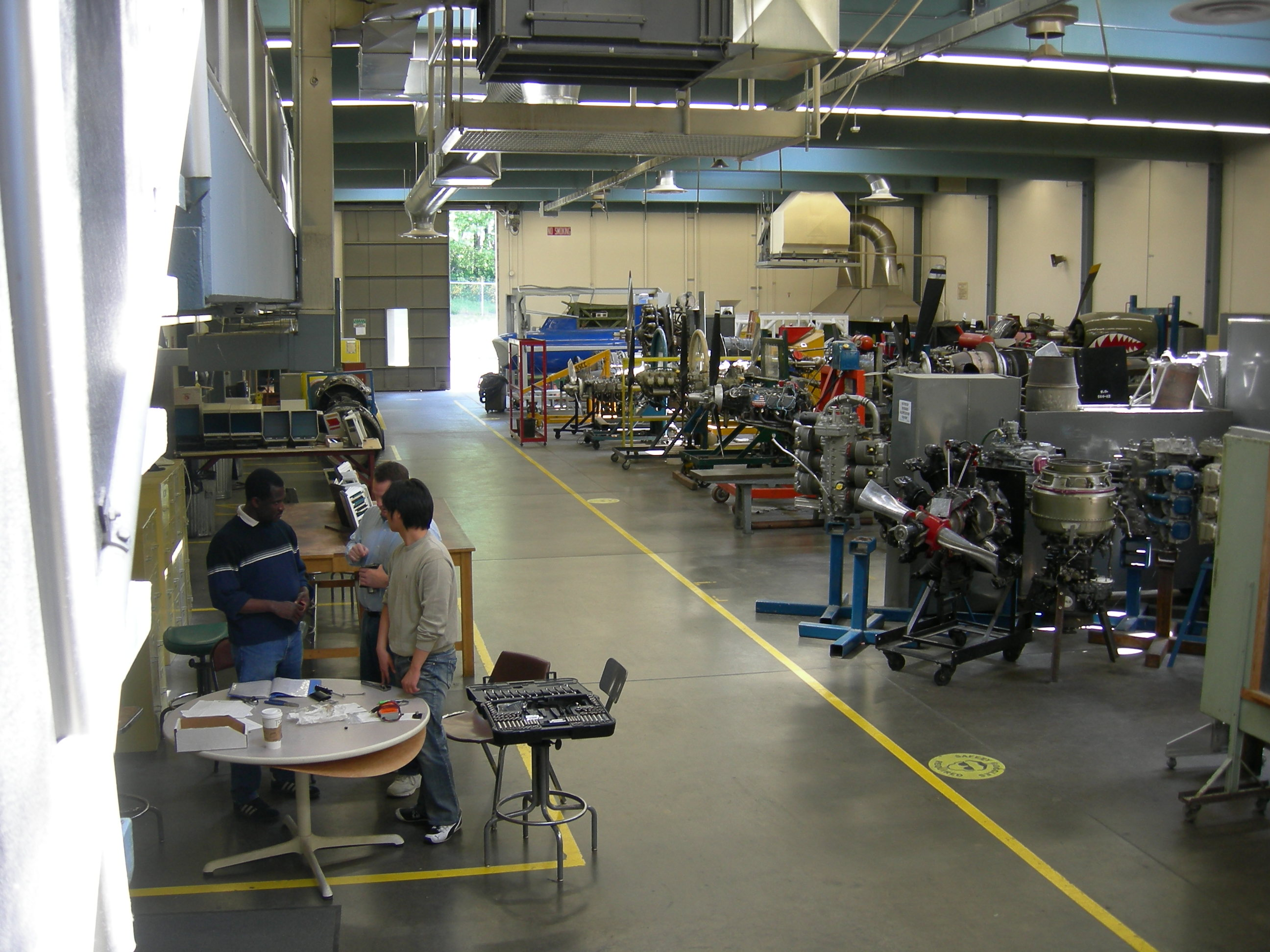
米国シアトルの航空機整備教育施設

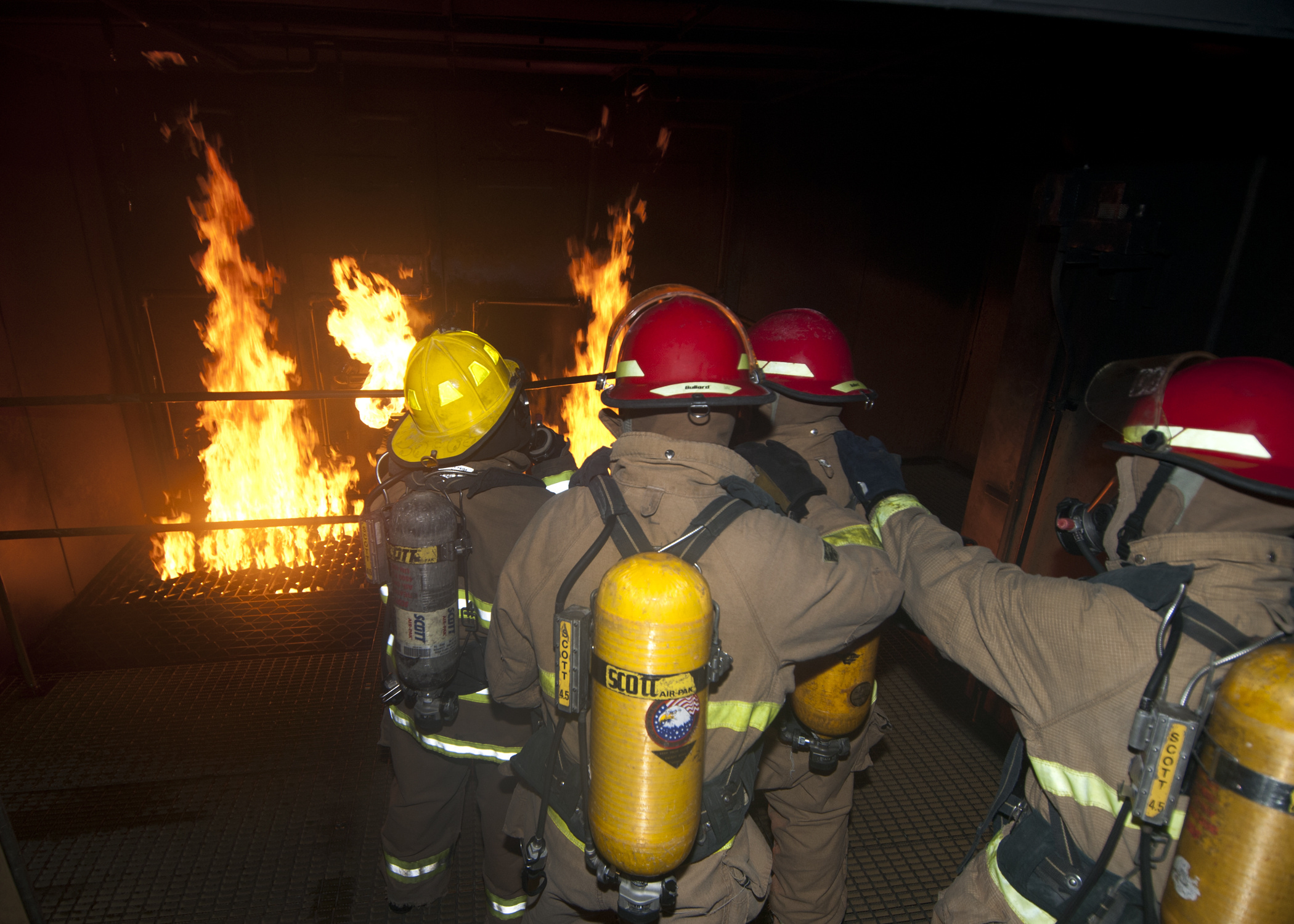
イギリスの消防学校

職業教育（しょくぎょうきょういく、英語：vocational education）とは、即戦力となる職業人としての人材を育成するための知識・技能を習得させるための教育のことをいう。徒弟制度と関連が深い。
世界人権宣言においては「技術教育及び職業教育は、一般に利用できるものでなければならない（第26条1）」と定められている。また技術教育および職業教育に関する条約（1989年、ユネスコ）があるが、日本はこの条約を批准していない。

## 分類
| 割合(%)                           | 徒弟に就く | 徒弟以外 として働く | 学習のみ |
| --------------------------------- | ---------- | ------------------- | -------- |
| ドイツ                            | 72.7       | 20.3                | 6.8      |
| オーストラリア                    | 43.0       | 48.4                | 8.5      |
| オランダ                          | 19.6       | 50.9                | 29.4     |
| イングランドおよび 北アイルランド | 6.0        | 60.7                | 33.2     |
| オーストリア                      | 36.9       | 28.4                | 34.6     |
| デンマーク                        | 26.5       | 37.9                | 35.4     |
| ノルウェー                        | 14.3       | 45.5                | 40.1     |
| フィンランド                      | 6.6        | 24.8                | 68.5     |
| エストニア                        | 5.4        | 19.9                | 74.5     |
| スウェーデン                      | 1.2        | 22.8                | 75.9     |
| ポーランド                        | 3.4        | 10.6                | 85.9     |
| スペイン                          | 1.4        | 12.4                | 86.1     |
| チェコ                            | 2.5        | 10.3                | 87.1     |
| フランドル地方                    | 3.9        | 8.6                 | 87.4     |
| 日本                              | 0.0        | 12.1                | 87.9     |
| 韓国                              | 4.6        | 6.6                 | 88.7     |
| フランス                          | 5.7        | 3.3                 | 90.93    |
| スロバキア                        | 3.3        | 4.2                 | 92.43    |
| イタリア                          | 0.2        | 4.7                 | 95.01    |
| カナダ                            | 0.0        | 48.9                | 51.04    |

国際標準教育分類（ISCED）1997年版では、職業教育の分類は各国で以下のようにばらつきがある。
- ISCED-4 - 米国・オーストラリアの短期職業大学プログラムなど
- ISCED-5B - スイスの短期職業大学プログラムなど
- ISCED-5A - オランダ、デンマークの専門職学位を付与する大学プログラム

また短期職業教育（Short-cycle professional education）とは、学位レベル以下の職業教育プログラムと定義されている（大学一般教育免状など）。
欧州連合ではコペンハーゲン・プロセスが進行しており、これは欧州31カ国で職業教育の資格認定を調整する政策である。また各国の資格の互換性として欧州資格フレームワーク（EQF）が定められている。これら調整機関として欧州職業訓練開発センター（CEDEFOP）等が存在する。

## 各国の制度

### イギリス
英国にて最初のTrades School（商業学校）はStanley Technical Trades School (現在のHarris Academy South Norwood) である。これはWilliam Stanleyによって設計・建設・運営され、1901年に構想されて1907年に開校した。
英国の職業教育制度は、初期は政府とは独立して発展し、ロイヤル・ソサエティ・オブ・アーツやロンドン・シティ・ギルド協会が技能検定試験を行っていた。後に1944年教育法（Education Act 1944）によって、グラマースクール、Secondary Technical School、Secondary modern schoolのTripartite System（三分制）が確立され、1975年には英国人若者学生のうち技術学校を選ぶのは0.5%となり、これはドイツの割合の3分の2であった
現在では、ビジネス・イノベーション・職業技能省および児童・学校・家庭省が所管しており、職業教育機関としては継続教育カレッジ（Further Education College）が最大である。近年英国政府は職業教育の普及と拡大を図っており、1970年代には商業技術教育委員会（BTEC）が設立され、継続教育と高等教育の評価に取り組むようになった。
1980-90年代には、英国保守党政権は Youth Training Scheme、全国職業資格（NVQ）、General National Vocational Qualification（GNVQ）に取り組み、フルタイム教育の割合は増加したが、若年者の教育は取り残されていた。
1994年、政府の支援による現代徒弟制度（Modern Apprenticeships, MA）が導入され、若年者（16-24歳）の職場訓練制度が整備された。徒弟の数は近年増加しており、児童学校家族省によれば、この現代徒弟制度をイングランド教育制度の主流にしていきたいとしている。
英国においては、4-5年のインターンシップが必要ないくつか技術士職については、高等国家サーティフィケート（HNC）、高等国家ディプロマ（HND）、またはロンドン・シティ・ギルド協会以上の学位を必要としている。そのため徒弟制度は、ますます現場ベースの訓練の定番とみなされるようになってきている。

### イタリア
イタリアの教育においては以下が存在する。
- Formazione professionale（職業高等学校） - EQFレベル4
- Scuola universitaria professionale （職業大学）

### オーストラリア
オーストラリアの職業教育は、その多くは二次教育後において認定教育機関（Registered training organisation）にて行われる。一部の学校では、10-12歳から職業教育を始めている所もある。制度においては公立と私立の両者が存在し、認定についてはNQFとして豪州資格フレームワーク（AQF）が存在する。AQFはレベル1-10まで分類されている。
公立機関としては、技術・継続教育（Technical and Futher Education, TAFE）と呼ばれる州立の職業教育学校があり、2004年では全国に79校存在する。
職業教育と高等教育の境界はより曖昧になってきている。メルボルン・ポリテクニック、ボックスヒル機関、ウィリアム・アングリースTAFE機関などの多くの職業教育機関が、現在、大学では中核的に提供されていない特定分野において、特定の学士号を提供している。それら応用コースには、馬額、ワイン造りとブドウ栽培、水産養殖、情報技術、音楽、イラストレーション、料理マネジメントなどがある。

### オランダ
オランダの教育では、以下の職業教育機関がある。統計的な文献分析によると、オランダにおける職業教育の成功には職場学習の質が求められている。
- 準職業的中等教育（VMBO） - 12歳で入学するISCED-2レベルの職業教育
- MBO（中等職業教育）- 第3期の教育。VMBOから進学することが多い。
- HBO（Hoger beroepsonderwijs） - 専門職学位を付与する高等職業教育機関

### ドイツ語圏
オーストリア、ドイツ、リヒテンシュタイン、スイスなどのドイツ語圏ではジャーマンモデルを採用しており、職業教育は徒弟制度によって行われるデュアルシステムである。たとえばドイツにおいては義務教育は15-16歳で終了するが、しかし18歳になるまでは、フルタイム制の学校に通学していない者は就業するかたわら、パートタイム職業学校（ベルーフスシューレ）に通学する義務がある（デュアルシステム）。
ドイツの15歳以上人口では、およそ8%が5Bレベルの高等職業教育認定を所持しており、これは5Aレベル所持者の12%と比較される（2010年）。
- 中等教育レベル
  - ベルーフスシューレ（Berufsschule） - デュアルシステムのためのパートタイム職業学校。
  - 職業学校（Berufsfachschule,）- 入学にあたり職業教育や実務経験不要な、フルタイムの職業学校（3Bレベル）。修了者はドイツ資格フレームワーク（DQF）レベル4とみなされる。
  - 職業上級学校（Berufsoberschule, 4A） - 既に3Bレベルの職業教育を受けた者を対象とする、2年間の職業学校。
- 高等教育レベル
  - ファッハホーホシューレ（FH, 5B） - 4年制の技術系高等教育機関。修了者には専門職学位（FH Degree）が付与される。
  - ファッハシューレ（Fachschulen, 5B） - 2年制の技術系高等教育機関。修了者にはマイスター資格を付与する[19]。

### ノルウェー
ノルウェーにはFagskoleutdanningが存在し、中等教育修了レベルの者を対象とした2年制の第3期の教育課程である（4Cレベル）。初等教育に属する学生のうち1.5 %が私立学校へ通う。他の高等教育機関と違うのは、入学試験は課されず、課程は研究者育成を目指するものではない。公立および私立が存在し、所管はノルウェー資格管理庁である。

### フィンランド
フィンランドでは一般大学のほか、Ammattikorkeakoulu（AMK,ポリテクニック）が存在し、ポリテク学士号、ポリテク修士号を付与する。

### フランス
フランスの教育においては、1989年教育基本法（ジョスパン法）によって、すべての国民を最低CAPまたはBEPレベルの水準に、80%をバカロレア水準に到達させることを目標とされた。
どの職業教育認定を取得するかは、以下の前期中等教育終了後の進路によって変化する。
- 職業適性証（CAP）,職業教育免状（BEP） - 職業リセに進学して取得
- 上級技術者免状（BTS） - 職業リセ付属のSTSコース過程後、試験にて取得
- 職業・技術バカロレア（Bac） - 職業リセ3年過程後、試験にて取得
- 技術短期大学部修了証（フランス語版）（DUT） - 2年制の技術短期大学修了にて取得
- グランゼコール卒業 - 一般・技術リセに進学、その後CPGEを経てグランゼコールに入学

通常は"CAP Automobile"、"BTS Electrotechnique"などというように各職種のタイトルが後につく国家資格になっている。
さらに、フランスの教育の基準であるバカロレア（BAC, 高校卒業資格・大学に進む能力検定）が加味され、「CAP」の「BAC」無、「BTS」で「BAC取得者+2年の最低授業年数」などのような条件設定とされている。日本でも大学に入学し卒業をするまで試験を多く課せられて大変なように、フランスでも高校を卒業するだけで様々な単位資格を取得し、さらに卒業試験といったものが科せられ、「BAC」取得までもさまざまな難関が待っている。

### 日本
明治初年には、職業教育という言葉ではなく「実業教育」や「技芸教育」の用語が使用されたが、1899年（明治32年）の「実業学校令」の公布以降、「実業教育」に統一された。戦後は、産業教育振興法(1951年)の成立により、産業教育の語にとって代わられた。
日本版NVQ制度であるキャリア段位制度は平成24年度から始まった。
- 高等学校[注釈 1]の専門学科（専門高等学校（旧：職業高等学校）） - 3Bレベルの後期中等教育機関であり[25]、企業の実務において中核を担うべき技術者・技能者、産業の発展を担う実務者を育成する役割を持っている[26]。さらには国際に関する教科でも国際的な社会人を目指す職業教育も行われている。現在では専門教育、一般教育的な面も出始めている部分もある。
- 大学のうち、以下に掲げるもの
  - 専門職大学[注釈 2] - 深く専門の学芸を教授研究し、専門性が求められる職業を担うための実践的かつ応用的な能力を展開させることを目的とする[27]。2017年の法改正により成立。
  - 専門職大学院 - 大学院のうち、学術の理論及び応用を教授研究し、高度の専門性が求められる職業を担うための深い学識及び卓越した能力を培うことを目的とする[28]。専門職修士号、専門職博士号の専門職学位を付与する。
  - 短期大学 - 5Bレベルの高等教育機関であり[25]、深く専門の学芸を教授研究し、職業又は実際生活に必要な能力を育成することを目的とする[29]。特に女子の高等教育の普及や実践的な職業教育の場としての役割を果たしてきた[30]。
    - 専門職短期大学 - 深く専門の学芸を教授研究し、専門性が求められる職業を担うための実践的かつ応用的な能力を育成することを目的とする[31]。2017年の法改正により成立。
- 高等専門学校（高専,  College of Technology） - 5Bレベルの高等教育機関であり[25]、深く専門の学芸を教授し、職業に必要な能力を育成することを目的とする[32]。主に工学系専門教育を施す5年制（または5年6ヶ月）ので、実践的技術者の養成を主目的とする。1962年の学校教育法改正で一条校として追加された。
- 専修学校（Specialized training college[25] - 職業もしくは実際生活に必要な能力を育成し、または教養の向上を図ることを目的とする[33]。職業教育に特化して発展してきた経緯があり[34]、高等学校卒業者を対象に2年間の職業実務教育を施す5Bレベルの専門課程（専門学校と称する）と、中学校卒業者を対象とした3年間の課程である3Cレベルの高等課程（高等専修学校と称する）、及び、一般課程の3種類の課程がある[25]。なお、専修学校の制度が定められた法律（学校教育法の一部を改正する法律（昭和50年7月11日法律第59号））の制定日（7月11日）は、「職業教育の日」とされている[35]。